# 폴린 뷔를레
폴린 뷔를레(프랑스어: Pauline Burlet, 1996년 4월 9일 ~ )는 벨기에의 배우이다.

## 출연 작품
- 더 소워 (2017)
- 아무도 머물지 않았다 (2013)
- 데드 맨 토킹 (2012)